# Butyl(trichlor)silan
Butyl(trichlor)silan ist eine chemische Verbindung aus der Gruppe der siliciumorganischen Verbindungen.

## Gewinnung und Darstellung
Butyl(trichlor)silan kann durch Grignard-Reaktion von Siliciumtetrachlorid gewonnen werden.

## Eigenschaften
Butyl(trichlor)silan ist eine wenig flüchtige, farblose Flüssigkeit mit stechendem Geruch, die sich in Wasser zersetzt.

## Verwendung
Butyl(trichlor)silan wird zur Herstellung von Silikonharzen verwendet.

## Sicherheitshinweise
Die Dämpfe von Butyl(trichlor)silan können mit Luft ein explosionsfähiges Gemisch (Flammpunkt 55 °C) bilden.